# Messaggi da Elsewhere
Messaggi da Elsewhere (Dispatches from Elsewhere) è una serie televisiva drammatica statunitense creata e interpretata da Jason Segel che ha debuttato il 1° marzo 2020 su AMC. In Italia è arrivata il 15 giugno 2020 su Prime Video.

## Trama
Sentendosi come se mancasse qualcosa nella loro vita, quattro persone comuni si imbattono in un rompicapo nascosto dietro il velo della realtà quotidiana e i loro occhi sono aperti a un mondo di possibilità e magia.

## Episodi
| Stagioni       | Episodi | Prima TV originale | Prima TV italiana |
| -------------- | ------- | ------------------ | ----------------- |
| Prima stagione | 10      | 2020               | 2020              |